# Mesolita ephippiata
Mesolita ephippiata är en skalbaggsart som beskrevs av Lea 1918. Mesolita ephippiata ingår i släktet Mesolita och familjen långhorningar. Inga underarter finns listade i Catalogue of Life.